# Sant Miquel de la Guàrdia
Sant Miquel de la Guàrdia és una església del municipi de les Masies de Roda (Osona) inclosa en l'Inventari del Patrimoni Arquitectònic de Catalunya.

## Història
Es conserven notícies de l'existència de l'església el 1012, sota tutela del monestir de Sant Pere de Casserres. D'ençà del segle xiv consta com a sufragània de la parròquia de Roda de Ter. L'església fou restaurada al segle xviii, concretament el 1786, com consta als portals de la sagristia i el campanar. El topònim de "GUÀRDIA" sembla derivar del puig de la Guàrdia, situat a prop de l'església, on hi devia haver la Guàrdia o Guardiola, documentada el 936. en depenia la capella de Sant Martí de la Roca o de la Guàrdia, documentada des del 904 i situada a la riba dreta del riu Ter en un sector del terme que pertany a Manlleu.

## Arquitectura
Església orientada a la manera romànica, amb la façana vers ponent. És de planta rectangular, amb una capella annexionada a la part dreta. També hi ha un campanar annexionat de planta quadrada i cobert a quatre aigües i al mur s'obren finestres. A la façana hi ha un òcul i el portal de pedra picada. Les parets són arrebossades i pintades de blanc. Els elements de ressalt són de pedra vista. A la part esquerra de l'església, on hi havia l'antic cementiri, que fou traslladat als anys 60, encara s'hi conserven les tombes dels antics propietaris. El cementiri actual es troba a llevant de l'església.